# Asnawi Mangkualam
Asnawi Mangkualam (właśc. Asnawi Mangkualam Bahar; ur. 4 października 1999 w Makasarze) – indonezyjski piłkarz, występujący na pozycji obrońcy w południowokoreańskim klubie Jeonnam Dragons oraz w reprezentacji Indonezji, której jest kapitanem. Uczestnik Pucharu Azji 2023.

## Statystyki

### Klubowe
Na podstawie:
| Klub               | Sezonów | Liga                   | Liga  | Liga   | Puchar krajowy | Puchar krajowy | Kontynentalne | Kontynentalne | Suma  | Suma   |
| Klub               | Sezonów | Liga                   | Mecze | Bramki | Mecze          | Bramki         | Mecze         | Bramki        | Mecze | Bramki |
| ------------------ | ------- | ---------------------- | ----- | ------ | -------------- | -------------- | ------------- | ------------- | ----- | ------ |
| Persiba Balikpapan | 1       | Liga 2                 | 8     | 2      | 0              | 0              | –             | –             | 8     | 2      |
| PSM Makassar       | 4       | Indonesia Super League | 44    | 2      | 7              | 0              | 9             | 0             | 60    | 2      |
| Ansan Greeners FC  | 2       | K League 2             | 40    | 2      | 2              | 0              | –             | –             | 42    | 2      |
| Jeonnam Dragons    | 1       | K League 2             | 26    | 0      | 1              | 0              | –             | –             | 27    | 0      |
|                    | Łącznie | Łącznie                | 232   | 9      | 48             | 7              | 39            | 0             | 319   | 16     |

### Reprezentacyjne
Na podstawie:
| Gole w reprezentacji | Gole w reprezentacji | Gole w reprezentacji | Gole w reprezentacji | Gole w reprezentacji | Gole w reprezentacji | Gole w reprezentacji | Gole w reprezentacji   |
| Lp.                  | Data                 | Miasto               | Przeciwnik           | Wynik                | Gole                 | Inne                 | Rozgrywki              |
| -------------------- | -------------------- | -------------------- | -------------------- | -------------------- | -------------------- | -------------------- | ---------------------- |
| 1.                   | 12.12.2021           | Singapur             | Laos                 | 5:1 (2:1)            | 23' (k)              | asysta               | Mistrzostwa ASEAN 2020 |

## Sukcesy
Na podstawie:

### Klubowe
- Mistrz Indonezji 2018/19